# Chihuahua, Chihuahua
Orașul Chihuahua este capitala statului mexican Chihuahua.  Populația sa estimată este de 748.551 de locuitori.  Industria predominantă este cea ușoară, sub forma cunoscută în Mexic de maquiladora.